# غزنویان
غَزنَویان یا امپراتوی غزنوی یک دودمان تُرک‌تبار با فرهنگ ترکی-ایرانی و سنی‌مذهب بود که از ۹۷۷ تا ۱۱۸۶ میلادی (۳۴۴ ه‍.ق - ۵۸۳ ه‍.ق)؛ در بخش‌های شرقی ایران بزرگ به ویژه خراسان بزرگ و افغانستان امروزی حکومت کرد و به عنوان مروج و ناشر اسلام مورد توجه و تأیید خلافت عباسی بود. شهرت این سلسله، بیشتر به خاطر فتوحاتی است که در هندوستان انجام داده است.
آلپ‌تگین یکی از سپهسالاران تُرک‌ در دستگاه سامانیان بود که برخلاف تصور بسیاری بنیان‌گذار سلسله غزنویان نبوده بلکه مقدمات شکل‌گیری این سلسله در غزنه را آماده کرده است. سبکتگین پس از جانشینی بر فرمانروایی غزنه که پیش از آن در چهار دوره به دست آلپ‌تگین و پسرش و دو غلام ترک دیگری بود، سلسلهٔ خود را تأسیس کرد.
بنیان‌گذار این دودمان سبکتگین در پندنامه خود، آینه ای برای رساله شاهزادگان، تایید می‌کند که از قبیله ای در بارسغان آمده است، بنابراین گمان می‌رود او از قبیله قرلق بوده باشد.
از آنجا که غزنویان نخستین پایه‌های شهریاری را در شهر غزنی آغاز نمودند به غزنویان نامدار شدند. نام‌آورترین شهریار این دودمان سلطان محمود غزنوی پسر سبکتگین، سلطنت غزنوی را مستقل ساخت و تا آمودریا، رود سند و اقیانوس هند در شرق و تا ری و همدان در غرب گسترش داد. در زمان سلطنت سلطان مسعود یکم پسر محمود، با شکست غزنویان از ترکان سلجوقی در نبرد دندانقان (۱۰۴۰ میلادی) این دودمان رو به ناتوانی گذارد و چندی بعد بستر حوزه فرمانروایی‌اش به افغانستان، پاکستان و بخش‌هایی از هندوستان کنونی محدود شد. ادامهٔ حکومت غزنویان در هند از نظر هنردوستی و توجه به شاعران پارسی سرا و گسترش زبان پارسی از اهمیت بالایی برخوردار است.
سرانجام در سال ۱۱۵۱ میلادی، سلطان بهرام شاه، غزنی را به سلطان غوریان، علاءالدین حسین واگذار کرد. هر چند غزنویان غزنی را پس گرفتند، اما شهر را دوباره به ترکان اوغوز واگذار کردند که آنها نیز به نوبه خود آن را به دلیل حمله محمد غور از دست دادند. غزنویان در پاسخ، به لاهور، پایتخت منطقه ای خود کوچیدند. در سال ۱۱۸۶ میلادی، لاهور نیز توسط سلطان غوریان، محمد غور فتح شد و حاکم غزنوی آن خسرو ملک به زندان افتاد و مدتی بعد اعدام شد.

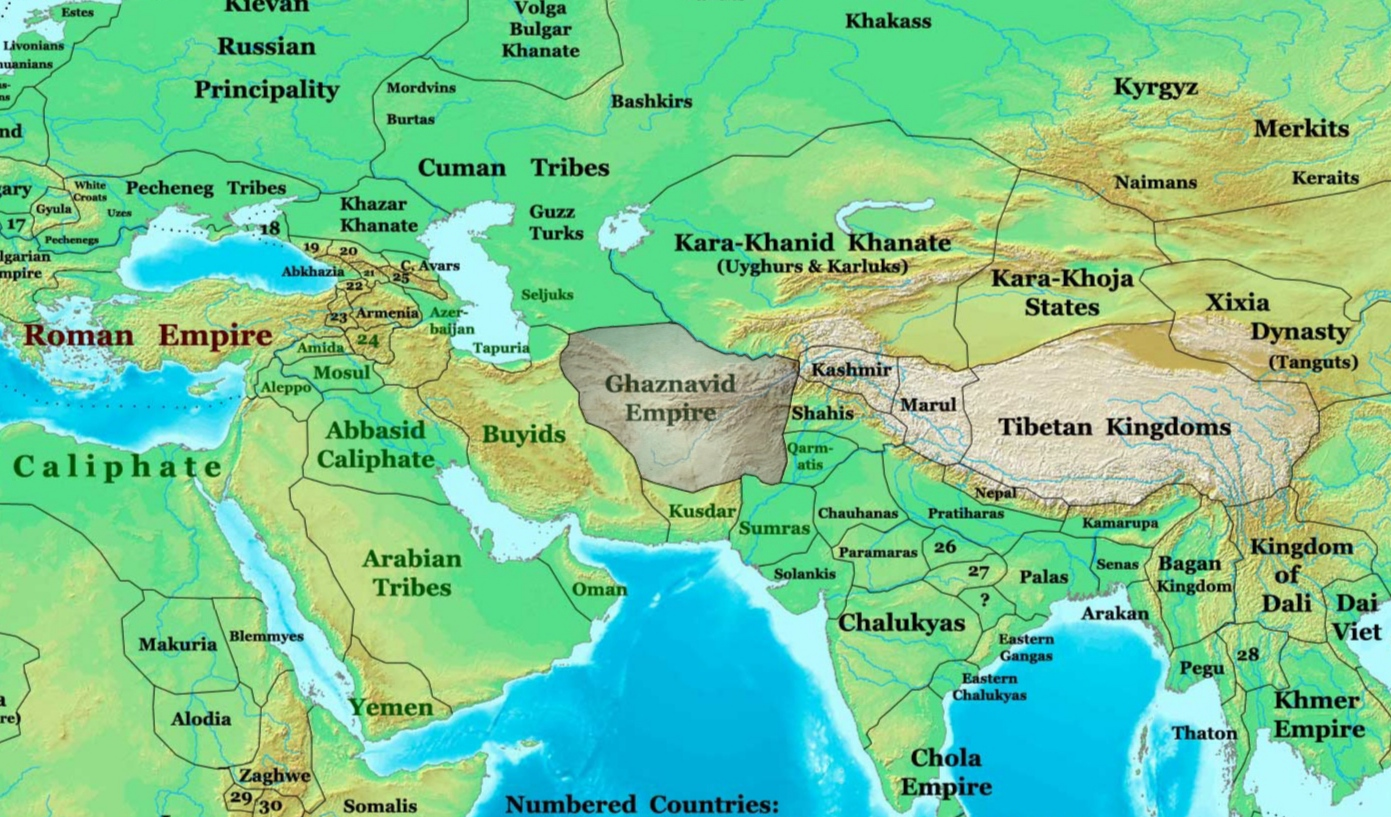
قلمرو دولت غزنوی در سال ۱۰۰۰ میلادی

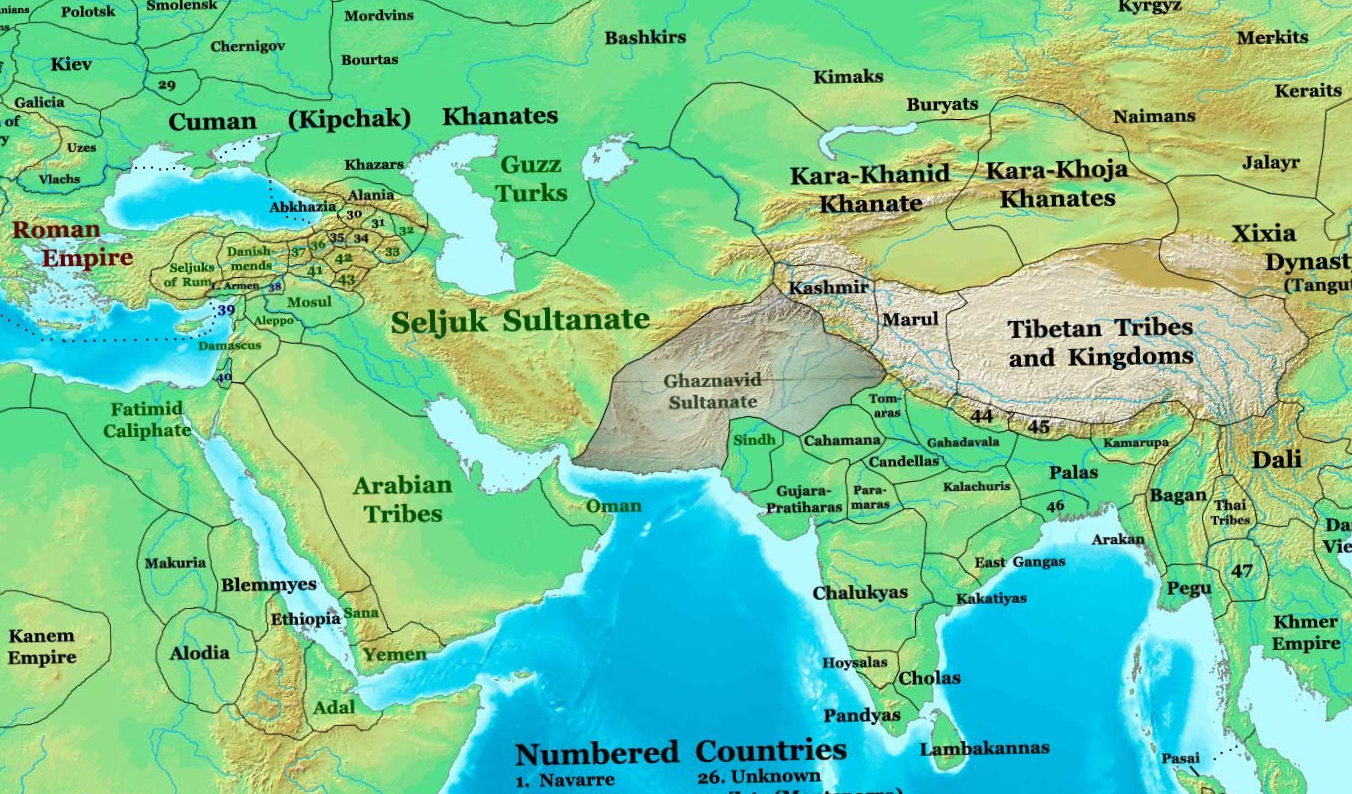
قلمرو دولت غزنوی در سال ۱۱۰۰ میلادی (بعد از شکست از دودمان سلجوقی و محدود شدن قلمرو به افغانستان و شمال غرب هند)

## بنیان‌گذاری

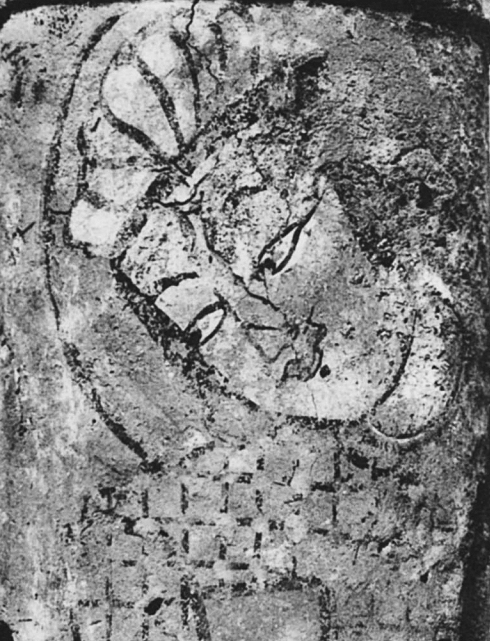
نگاره غزنوی، کاخ لشکری بازار. شلمبرژه نوشت که دهان کوچک و چشمان کشیده این نگاره کاملاً شخصیت ترکی را نشان می‌دهد.

در اواخر حکومت سامانیان یکی از سرداران ترکمن این سلسله به نام آلپ‌تگین کوشید با همدستی عده‌ای دیگر، یکی از اعضای خاندان سامانی به نام نصر بن عبدالملک بن نوح را به حکومت برساند اما نتوانست و پسر عموی وی یعنی منصور بن نوح به جای وی بر تخت نشست. پس از این ماجرا البتکین راهی شهر غزنین در افغانستان کنونی شد و در آنجا حکومت را به دست گرفت.
دولت سامانی که حکومتی ضعیف بود و از سمت فرارود (ماوراءالنهر) نیز با حکومت مسلمان و ترک‌نژاد ایلک خانیان درگیر جنگ بود به ناچار حاکم بودن البتکین در غزنین را پذیرفت. البتکین تا پایان عمر خود در شهر غزنین اقامت گزید اما دولتی که وی بنیاد نهاد پس از آن به علت انتساب به شهر غزنین به حکومت غزنویان مشهور گشت.
یکی از نامدارترین جانشینان آلپ‌تگین داماد وی سبکتگین بود. سبکتگین با نشان دادن شایستگی خود به بزرگان ترکمن توانسته بود پشتیبانی و اعتماد آن‌ها را به خود جلب کند. همگام با این دگرگونی‌ها در غزنین، دولت سامانی به ضعیف‌ترین زمان خود رسیده بود و دچار مشکلات پرشماری بود. سبکتگین ضمن اعلام وفاداری به حکومت سامانی برای سرکوب سرداران یاغی پنجاب راهی آن دیار گردید و توانست اوضاع را تا اندازه‌ای به نفع سامانیان آرام کند. سامانیان نیز به پاسداشت این خدمت وی، نه تنها وی را در مسند حکومت غزنین استوار کردند بلکه اداره خراسان را نیز به پسر وی محمود واگذاردند و سلطان محمود نیز با سود جستن از امکانات این منطقه پهناور و آباد توانست بر قدرت خویش بیفزاید. محمود پس از درگذشت پدر به حکومت غزنین دست یافت.

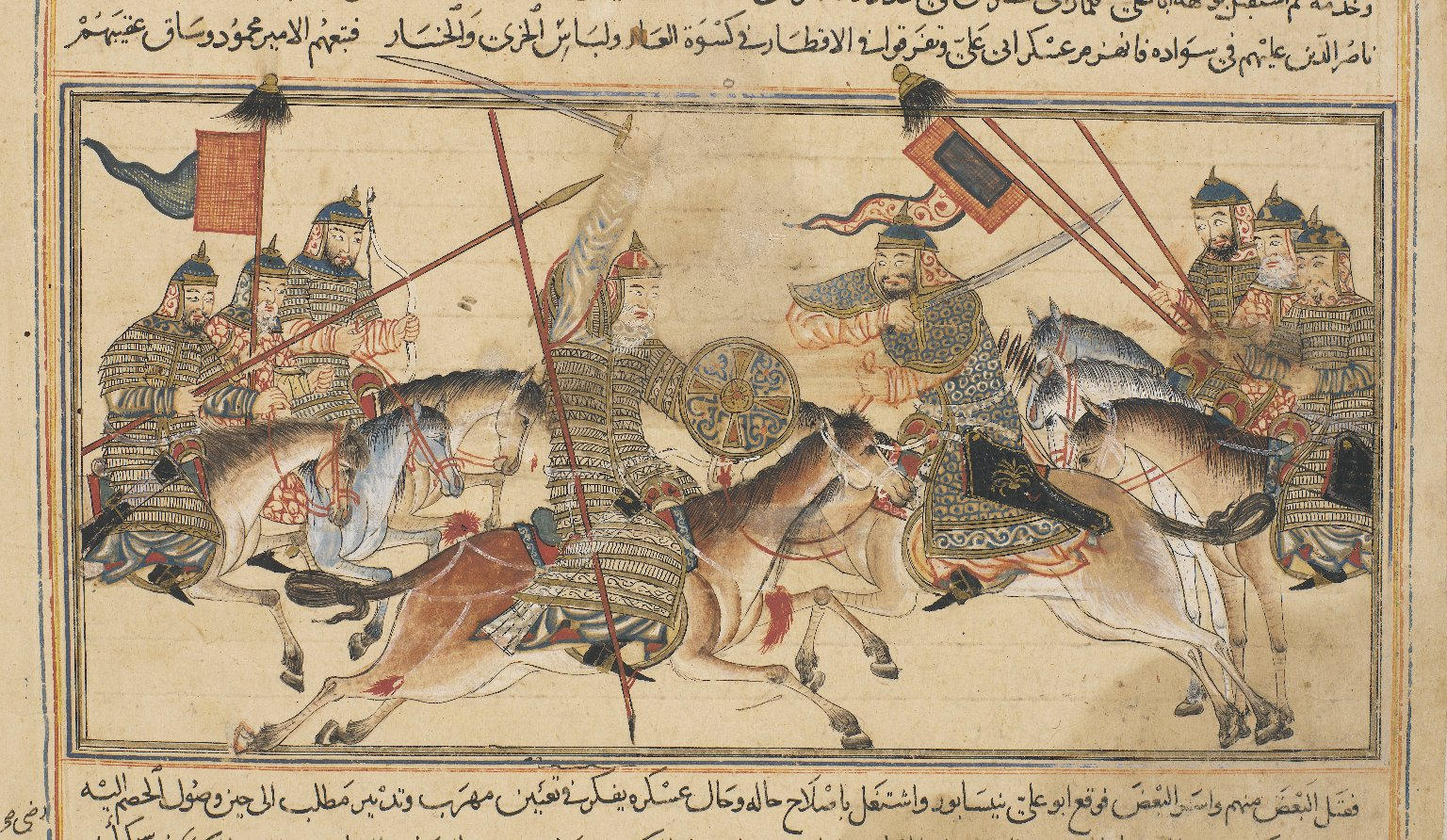
مبارزه سلطان محمود غزنوی با ابوعلی سیمجور.

در همین اوضاع و احوال ایلک‌خانیان به فرارود تاختند و با تصرف بخارا و پایتخت سامانیان و سرزمین‌های جنوب آمودریا به عمر این دودمان پایان دادند و این باعث گردید سلطان محمود به استقلال کامل برسد. خلیفه عباسی نیز وی را مورد تأیید قرار داد. دوران سی و سه ساله حکومت محمود بیشتر به جنگ با دولت‌های پیرامون و افزون کردن متصرفاتش گذشت. وی در بیشتر این نبردها پیروز میدان بود و علت نیز علاوه بر استفاده وی از سپاه کارآمد و مجهز که ویژه توجه خود سلطان محمود به امور نظامی بود، درگیری‌ها و ضعف داخلی دولت‌های پیرامون نیز افزون بر علت شد که وی راحت‌تر به پیروزی برسد؛ مثلاً سلسله آل بویه دچار تجزیه شده بود و دولت آل زیار در محدوده گرگان حاکمیت ضعیفی داشت.
بازماندگان صفاریان نیز در سیستان دچار اختلافات خانوادگی بودند و هندوستان نیز در شرق باوجود ثروت انبوهش دارای یک وحدت سیاسی نبود.

## سلطنت و اوج

### آلپ‌تگین
آلپ تَگین بنیان‌گذار سلسه غزنویان بود. او یکی از سپهسالاران تُرک‌تبار در امپراتوری سامانیان بود و در سالهای پایان عمر خود در سالهای ۹۶۲ الی ۹۶۳ میلادی به دلیل نارضایتی از حکومت سامانی به غزنین رفت و فرمانروای شبه-مستقل در شهر غزنی شد. وی پیش از فرمانروایی در غزنی، به سمت سپهسالار ارتش سامانیان در خراسان رسیده بود. پس از مرگ عبدالملک بن نوح، آلپ‌تگین برای تاخت‌وتاز به سوی هند رفت و در مسیر خود، ناگزیر شد از غزنه بگذرد. هنگامی که ابوعلی لویک حاکم غزنه اجازهٔ عبور به او نداد، پس از چهار ماه محاصره، شهر را تصرف کرد. سپس بنا به گفتهٔ جوزجانی، با دریافت منشوری از منصور بن نوح، موقعیت خود را تثبیت کرد.

### سبکتگین

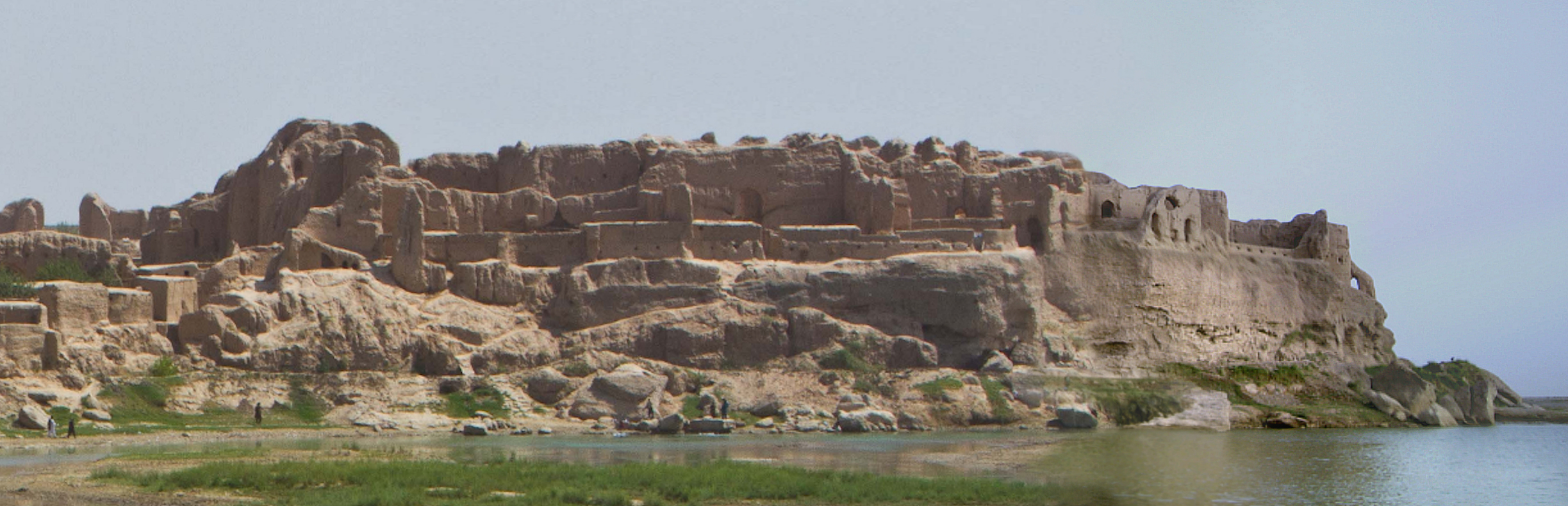
کاخ غزنوی لشکری بازار در لشکرگاه، بُست قدیم، افغانستان جنوبی. این کاخ توسط سلطان محمود غزنوی بین سال‌های ۹۹۸–۱۰۳۰ میلادی. تأسیس شد

سبکتگین، داماد آلپ تگین و امیر امپراتوری غزنوی بود که با تصرف قلمرو سامانیان، لاویک‌ها، کابل شاهیان که بیشتر مناطق فعلی افغانستان و پاکستان می‌شود، گسترش دودمان نو بنیاد غزنوی را آغاز کرد. مورخ قرن شانزدهم میلادی، محمدقاسم فرشته مورخ و پزشک ایرانی اهل استرآباد (استارباد) و کارگزار سلاطین احمدنگر و بیجاپور  در هندوستان ، و نویسنده کتاب تاریخ فرشته نسب سبکتگین را از نسل پادشاهان ساسانی ثبت می‌کند: 
سبکتگین، پسر جوکان، پسر قزل حکم، پسر قزل ارسلان، پسر فیروز، پسر از یزدگرد، پادشاه ساسانی
با این حال، این ادعا بی اساس است و سبکتگین از خان‌های قراختا بشمار می‌رفت که در یکی از جنگ‌ها اسیر دشمن گردیده به عنوان برده توسط آلپ تگین خریداری شد.
سبکتگین در سال ۳۸۷ ه‍.ق و پس از مدت ۲۱ سال سلطنت از دنیا رفت، وی پسر ارشد خود اسماعیل را که مادرش دختر آلپ تگین بود پادشاه اعلان نموده بود.

### اسماعیل بن سبکتگین غزنوی
اسماعیل بن سبکتگین غزنوی که ولیعهد و حکمران غزنه و بلخ بود پس از مرگ پدر برای مدت کوتاهی اعلان تاج و تخت نمود، اما او در سال ۳۸۷ در جنگ غزنی شکست خورد و توسط محمود اسیر گردیده از قدرت خلع گردید.

### سلطان محمود غزنوی

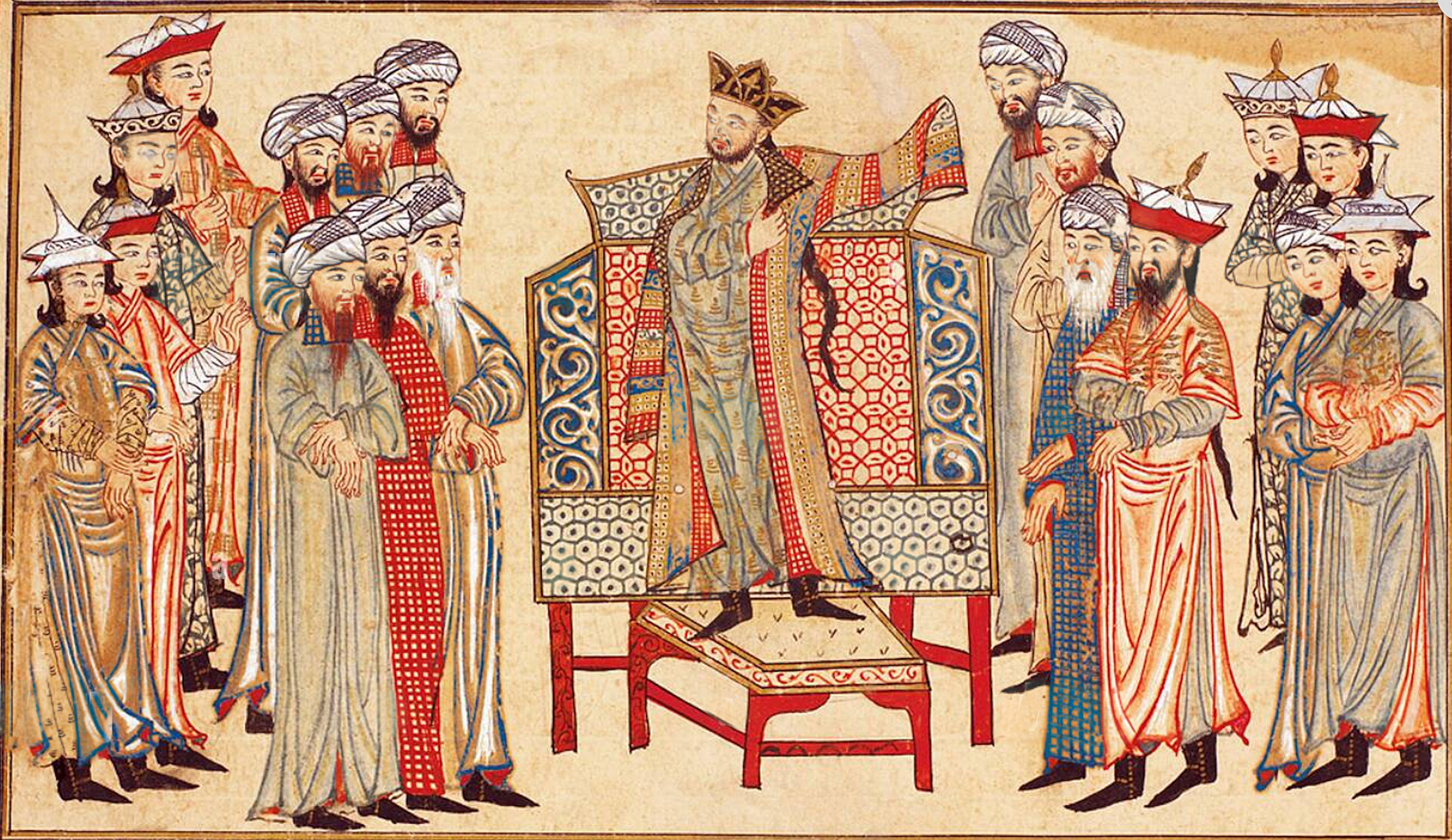
سلطان محمود غزنوی در دادگاهش (نفر میانی) درحال به‌دست آوردن منشوری از خلیفه القادر بالله؛ نقاشی شده توسط رشیدالدین فضل‌الله همدانی.

مسیر لشکرکشی‌های سلطان محمود غزنوی

ابوالقاسم محمود پسر دوم سبکتگین مشهور به سلطان محمود غزنوی در سال ۳۸۷ه‍. ق، پس از خلع اسماعیل برادرش، در غزنی اعلان سلطنت کرده و سلطان دودمان غزنوی گردید. وی در ادامه فتوحات پدرش سرزمین سامانیان را الی آمودریا، سرزمین کابل شاهیان از جمله پادشاهی اسماعیلیان مولتان، سرزمین راجه‌های سند، و همچنین برخی از مناطق بویه را به اتمام رساند. با همه حساب‌ها، حکومت سلطان محمود عصر طلایی و اوج امپراتوری غزنوی بشمار می‌رود. محمود هفده لشکر کشی از طریق شمال هند انجام داد تا اقتدارش را در هند تثبیت کند. وی قلمرو خود را از مرزهای ری تا سمرقند و از دریای خزر تا یمن و دهلی برقرار کرد.
- محمود و سومنات

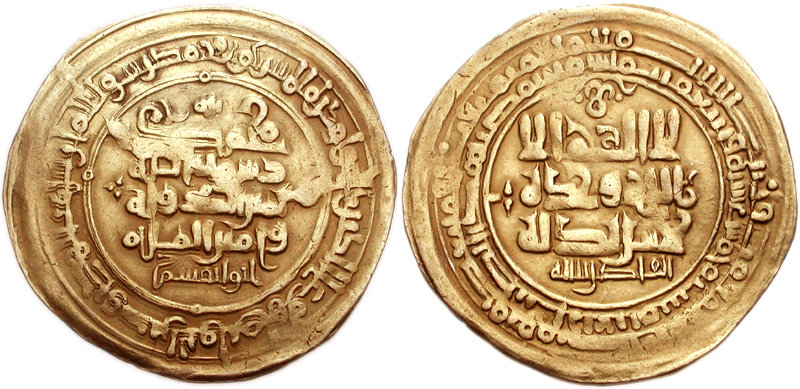
سکه‌های ضرب شده سلطان محمود در غزنه

یکی از بزرگ‌ترین فتوحات سلطان محمود در هند فتح سومنات بود. بزرگ‌ترین و مهم‌ترین بت هندوستان در بتخانه این شهر بود که طولش به پنج متر بالغ می‌شد. هندوان دسته دسته به زیارت این بت می‌رفتند و صدها برهمن نیز به دعای وی مشغول بودند. این بت آنچنان برای هندوان با ارزش بود که حتی معتقد بودند دریا نیز وی را می‌پرستد و جزر و مد را نشانهٔ همین پرستش می‌دانستند. جواهرات فراوانی نذر این بت می‌شد و حتی صدها روستا وقف این بت بود.
تا قبل از اینکه غزنویان به سومنات حمله کنند، برهمنان هندو برای توجیه بی‌قدرتی بت‌هایی که به دست سپاه غزنویان نابود می‌شد می‌گفتند که این بتان مورد قهر سومنات هستند. هنگامی که سپاه ۳۰ هزار نفری غزنویان به قصد سومنات حرکت کردند هندوان به پای سومنات افتادند که جلوی سپاه محمود را بگیرد اما سومنات برای جلوگیری از نابودی خود نیز توانایی کاری را نداشت و به‌دستور محمود نابود شد و ثروت معبد نیز به غنیمت گرفته شد.
در دوره محمود (۴۲۰–۳۸۷)، غزنویان ۴۰۰۰ خانواده ترکمن را در نزدیکی کرانه خراسان اسکان دادند. تا سال ۴۱۷، به دلیل حمله ترکمن‌ها به شهرهای همسایه، فرماندار طوس، ابو الحارث ارسلان جاذب، حملات نظامی علیه آنها را رهبری می‌کرد. وی ترکمن‌ها را شکست داده و به سرزمین‌های همسایه پراکنده کرد. با این وجود، تا اواخر سال ۴۲۳، آلتونتاش، فرماندار غزنوی، پنجاه تن از سران ترکمن را به جرم حمله به خراسان اعدام کرد.
ثروتی که از لشکرکشی‌های هند محمود به غزنی آورده می‌شد بسیار زیاد بود و مورخان مثل ابوالفضل بیهقی، گ و شاعرانی مثل فردوسی توصیف درخشانی از عظمت پایتخت و حمایت شگرف فاتح غزنوی از ادبیات ارائه می‌دهند. محمود در سال ۴۲۰ه‍.ق درگذشت.

### جلال الدوله محمد
بعد از مرگ محمود برای به حکومت رسیدن میان دو پسرش یعنی محمد و مسعود اختلاف به‌وجود آمد و بعد از کشمکش‌هایی مسعود توانست پیروز شود و به حکومت برسد اما چون حس می‌کرد کارگزاران پدرش با به حکومت رسیدن وی مشکل دارند، در صدد کنار گذاشتن آن‌ها برآمد. در این زمان کارگزاران دستگاه غزنوی به دو دسته تقسیم شده بودند یک دسته پدریان یعنی طرفداران سلطان محمود و دیگران پسریان که هواداران مسعود بودند.

### مسعود یکم غزنوی(شهاب الدوله مسعود)

مسیر لشکرکشی‌های سلطان مسعود

از جمله کارگزارانی که سخت مورد غضب سلطان مسعود قرار گرفت ابو علی میکال معروف به حسنک وزیر بود که چون از موقعیت اجتماعی بالایی برخوردار بود به ناچار برای از سر راه برداشتن وی، او را به انحراف مذهبی متهم نمود که شرح آن در تاریخ بیهقی آمده است؛ و سپس وی را دار زد و اموالش را مصادره نمود. این اقدام وی ضربه مهلکی بر پیکره دودمان غزنویان وارد کرد؛ زیرا وی با این کار هم خود را از داشتن کارگزاران مجرب محروم ساخت و هم وجه خود را در میان مردم که می‌دانستند علت اصلی بر دار کردن حسنک چیست، خراب نمود.

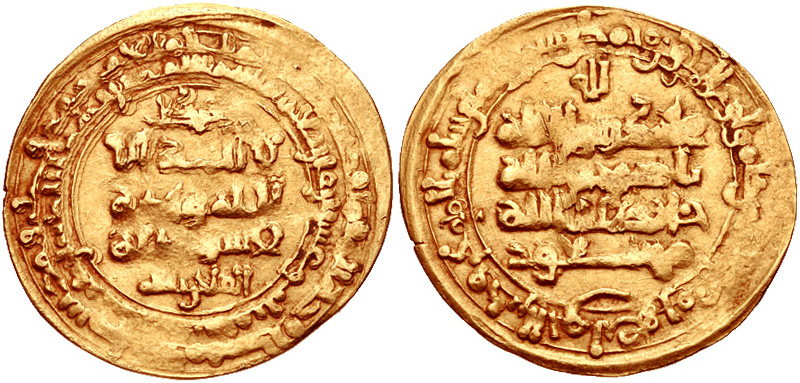
مسکوکات سلطان مسعود غزنوی

سلطان مسعود غزنوی نیز مانند نیاکان خود حمله به هند را در سرلوحه کارهایش قرار داد اما دیگر از آن ثروت‌های افسانه‌ای هند خبری نبود و در نتیجه بار سنگین هزینه‌ها بر دوش مردمی نهاده شد که مجبور بودند مالیات بپردازند و این خود باعث نارضایتی مردم به ویژه مردم خراسان شد؛ و در نتیجه توجه بیش از اندازه مسعود به هند وی از تحرکات سلجوقیان در خراسان غافل ماند. پس از مرگ مسعود فرمانروایی غزنویان به قسمتی از غرب هند به مرکزیت لاهور محدود گشت؛ و در نهایت در سده ششم هجری غوریان، آخرین بقایای غزنویان (خسروملک) را نیز از بین بردند.

## زوال و بقا

### ظهیر الدوله ابراهیم
در سال ۴۴۸، سلطان ابراهیم پسر مسعود پسر محمود پسر سبکتگین غزنوی، خوشنویس بزرگ که قرآن را با قلم خود نوشت، برای مدت ۴۰ سال به سلطنت رسید. ابراهیم با توافق صلح با سلجوقیان و احیای روابط فرهنگی و سیاسی، امپراتوری ضعیف شده غزنوی را مجدداً بنیان نهاد. دوران ابراهیم و جانشینان وی امپراتوری غزنوی از یک دوره آرامش و صلح پایدار برخوردار بود. غزنویان که خراسان را از دست داده بودند، به‌طور فزاینده ای با ثروت حاصل از حملات به شمال هند، جایی که با مقاومت شدید حاکمان هند مانند پارامارا از مالوا و گاهادوالا از قنوج روبرو می‌شدند، به حیات شان ادامه دادند. وی تا سال ۴۸۸ حکومت کرد.

### علاءالدوله مسعود سوم
ابوسعد مسعود مشهور به سلطان مسعود سوم برای مدت شانزده سال به سلطنت رسید، در حالی که هیچ اتفاق مهمی در زمان حیات او رخ نداد. مسعود کاخ جد خود سلطان مسعود غزنوی و یکی از مناره‌های غزنی را بنا کرد. علائم ضعف غزنویان هنگامی آشکار شد که وی در سال ۵۰۵ درگذشت، درگیری داخلی بین پسرانش با عروج سلطان بهرام شاه به عنوان دست نشانده سلجوقیان پایان یافت. بهرام شاه در جنگ غزنی در سال ۵۰۷ برادرش ارسلان را از سلطنت خلع نمود.

### یمین الدوله بهرام شاه
سلطان بهرام شاه غزنوی آخرین پادشاه غزنوی بود که به مدت سی و پنج سال بر غزنی، اولین پایتخت غزنویان حاکم بود. وی در سال ۵۴۷ در غزنی توسط سیف الدین سوری شکست خورد، اما سال بعد پایتخت را پس گرفت. علاءالدین حسین جهانسوز، سلطان غوریان، در انتقام مرگ برادرش قطب الدین غوری، که داماد پادشاه بود اما به دلیل تخلف جزئی کشته شده بود، در سال ۵۴۷ این شهر را فتح کرد. سپس وی این پایتخت باشکوه غزنویان را یکنواخت و به مدت ۷ روز آن را سوزاند که به «جهانسوز» معروف شد. غزنی با مداخله سلجوقیان که به کمک بهرام شاه آمده بودند، دوباره احیا گردید. مبارزات غزنویان و غوریان در سالهای بعد همچنان ادامه یافت تا اینکه قلمرو غزنوی و زابلستان قبل از غوریان به دست گروهی از ترکان اوغوز پامال گردید. قدرت غزنویان در شمال غربی هند تا زمان غلبه غوریان بر لاهور الی سلطنت خسرو ملک غزنوی در سال ۵۵۵ فراهم بود.

## زبان و ادبیات پارسی
نوزایی (رنسانس) زبان، فرهنگ و ادبیات فارسی در دوره ترکان غزنوی در قرن یازدهم میلادی صورت گرفت.  دربار امپراتوری غزنوی به دلیل حمایت از ادبیات فارسی چنان مشهور بود که شعرایی همچون فرخی سیستانی برای ادامه فعالیت به نزد آنان سفر کردند. مجموعه شعر کوتاه عنصری (شاعر پارسی‌گوی) به سلطان محمود و برادرانش نصر و یعقوب اختصاص یافته‌است. سلطان محمود، غزنی را به مرکز آموزش علوم تبدیل کرد و فردوسی و ابوریحان بیرونی را به دربار خود دعوت نمود. او ترجیح داد که شهرت و جلالش به زبان فارسی ثبت گردد و صدها شاعر پارسی‌گوی در دربار او جمع شدند. وی کتابخانه‌های زیادی از ری و اصفهان به پایتخت خود آورد. با فتح ری و اصفهان به دست سلطان محمود، ادبیات فارسی در آذربایجان و عراق عجم گسترش یافت.
غزنویان نوشته‌های تاریخی به زبان فارسی تدوین کردند. تاریخ بیهقی که در نیمه دوم قرن یازدهم نوشته شده‌است، نمونه ای از آن است. با فتح شمال هند توسط سلطان محمود غزنوی، فرهنگ و ادبیات فارسی به لاهور راه یافت شد، که بعدها شعرای مشهوری همچون مسعود سعد سلمان در هندوستان پرورش یافتند. لاهور، تحت حکومت غزنویان در قرن یازدهم، دانشمندان پارسی را از خراسان، هند و آسیای مرکزی جلب کرد و به یک مرکز مهم فرهنگی زبان و ادبیات پارسی تبدیل شد.
اگرچه پادشاهان غزنوی و فرماندهان نظامی آنها اصالتاً ترک بودند، ولی از نظر ترویج زبان فارسی و حمایت از شاعران پارسی‌گوی، اهتمام شاهان غزنوی برای گسترش زبان و ادب پارسی، بیشتر از رقبای ایرانی خود یعنی سلسله آل بویه بود که از شعرای عرب تمجید کرده و حامی بزرگ و مروج زبان و ادبیات عربی بودند.

## اهمیت هندوستان
یکی از مسائل مهمی که در دوران غزنویان از سبکتکین شروع شد و در زمان محمود به اوج رسید و در زمان جانشینان وی نیز به شدت دنبال شد لشکر کشی‌های مداوم به هندوستان بود. علل این اقدام آن‌ها اولاً این بود که هند سرزمینی غنی و آباد بود که بتکده‌ها و معابد هندوهای آنجا همیشه سرشار از طلا و جواهری بود که مردم برای خدایان خود هدیه می‌آوردند و حمله غزنویان به آنجا به معنای دستیابی به این ثروت بود. علت بعدی این بود که هندوستان کشوری کافر از نظر مسلمانان بود و لشکر کشی غزنویان به آنجا تلاشی در جهت گسترش اسلام وانمود می‌کرد و مخصوصاً از نظر دولت عباسی جهاد در برابر کفر بود که مشروعیتی را برای حاکمان غزنه به بار می‌آورد. همچنین این لشکرکشی‌ها باعث مشغول بودن سپاه غزنویان می‌شد که اگر این سپاه بی‌کار می‌ماندند باعث ایجاد مشکل و بحران در دستگاه غزنویان می‌گشت.
این حملات مداوم سپاه غزنویان به هند باعث شد که اسلام در آن شبه قاره گسترش یابد و همچنین باعث گشت قدرت دفاعی این کشور به علت حملات پی در پی رو به زوال گذارد و راه برای حملات بعدی غزنویان باز شود.

## سلاطین غزنوی
| پادشاهان غزنوی       |                                                              |                                                        |                                  |
| لقب                  | نام پادشاه                                                   | آغاز پادشاهی                                           | پایان پادشاهی                    |
| ناصرالدوله           | سبکتگین غزنوی                                                | ۳۶۶                                                    |                                  |
|                      | اسماعیل بن سبکتگین                                           | ۳۸۷                                                    |                                  |
| یمین‌الدوله ابوالقاسم | سلطان محمود پسر سبکتگین                                      | ۳۸۹                                                    |                                  |
| جلال‌الدوله           | محمد غزنوی پسر محمود مکحول پسر سبکتگین                       | صفر ۴۲۱                                                |                                  |
|                      | سلطان مسعود (اول) پسر سلطان محمود پسر سبکتگین                | شوال ۴۲۱                                               |                                  |
|                      | محمد غزنوی (برای بار دوم حکومت کرد و به سال ۴۳۳ ه‍.ق کشته شد). |                                                        |                                  |
| شهاب‌الدوله ابوسعد    | مودود پسر مسعود پسر محمود                                    | ۴۳۳ (درگذشتهٔ به سال ۴۴۰ ه‍.ق).                           |                                  |
|                      | مسعود دوم ابن مودود                                          | ۴۴۰ (طفلی که چند هفته حکومت کرد)                       |                                  |
| بهاء الدوله ابوالحسن | علی بن مسعود (اوّل)                                           | رجب ۴۴۰                                                |                                  |
| عزالدوله             | عبدالرشید پسر محمود پسر سبکتگین.                             | ۴۴۱                                                    |                                  |
|                      | طغرل غاصب                                                    | (غلام محمود بود ۴۰ روز حکومت کرد و به سال ۴۴۴ درگذشت). |                                  |
| جمال‌الدوله           | فرخزاد پسر مسعود پسر محمود.                                  | ۴۴۴                                                    |                                  |
| ظهیرالدوله           | ابراهیم پسر مسعود پسر محمود، ملک مؤید جلال‌الدین              | ۴۵۱                                                    |                                  |
| علاءالدوله ابوسعد    | مسعود (سوم) پسر ابراهیم پسر مسعود.                           | ۴۹۲                                                    |                                  |
| کمال‌الدوله           | شیرزاد بن مسعود دوم غزنوی                                    | ۵۰۸                                                    |                                  |
| سلطان‌الدوله          | ارسلان‌شاه پسر مسعود پسر ابراهیم                              | ۵۰۹                                                    |                                  |
| یمین‌الدوله           | بهرام‌شاه پسر مسعود پسر ابراهیم (نایب سنجر)                   | جمادی‌الاولی ۵۱۲ ق                                      | (به سال ۵۴۷ ق. / ۱۱۵۲ م. درگذشت) |
| معزالدوله            | خسروشاه پسر بهرام‌شاه پسر مسعود.                              | ۵۴۷                                                    | (به سال ۵۵۵ ق. / ۱۱۶۰ م. درگذشت) |
| تاج‌الدوله            | خسروملک پسر خسروشاه پسر بهرام‌شاه.                            | ۵۵۵                                                    |                                  |
| الفتح الغوری         |                                                              |                                                        | (درگذشتهٔ به سال ۵۸۲ ه‍.ق)          |

## دیوان مشرفان
سلاطین غزنوی از سیستم استخباراتی گسترده استفاده می‌کردند که خود دیوان (وزارتخانه) مستقل داشت. هر خبر چین را مشرف می‌گفتند. وقتی سلطان مسعود والی هرات بود، سلطان محمود همیشه از کارهای وی اطلاع می‌گرفت چنانچه در تاریخ بیهقی آمده است:
و امیر محمود مشرفی چند داشت که با این امیر فرزندش پیوسته بود، تا بیرون بودی با ندیمان و انفاسش می‌شمردی. پس پوشیده بر وی مشرفان داشت هم از مردم، غلام و فراش و پیرزنان و مطربان، که بر آنچه واقف گشتاندی باز نمودی، تا از احوال این فرزند هیچ چیز بر وی پوشیده نماندی. و پیوسته او را با نامه مالیدی و پندها می‌دادی، که ولی‌عهدش بود و دانست که تخت ملک او را خواهد بود. و چنان‌که پدر بر وی جاسوسان داشتی، وی نیز بر پدر داشت. یکی شان انوشتگین خاصه خادم بود که هیچ خدمتکار به امیر محمود از وی نزدیکتر نبود، و حره ختلی عمه مسعود خود عاشق وی بود.— تاریخ بیهقی

## شجره‌نامه

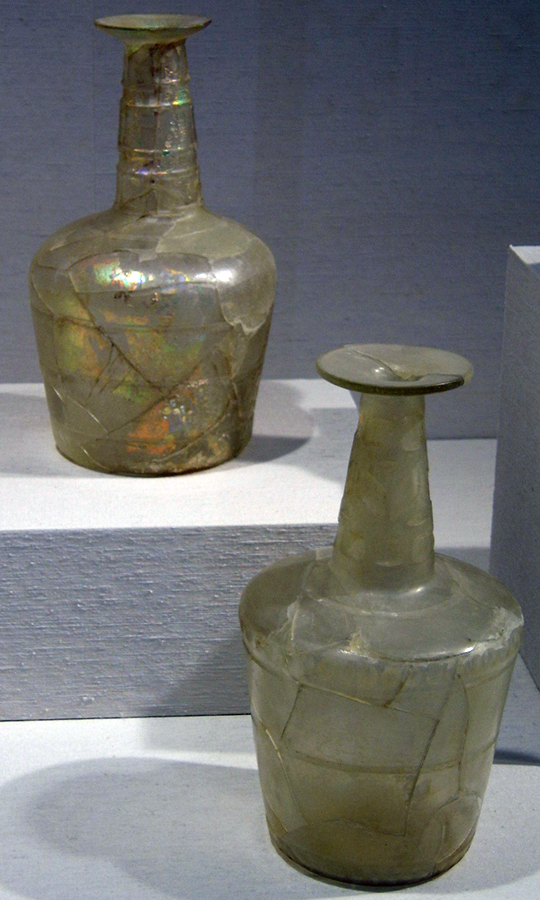
دو جام پیدا شده در نیشابور متعلق به دوران غزنویان که در موزه متروپولیتن نیویورک نگهداری می‌شود

|  |  |                               |                               |                               |                               |                               |                               |  |  |                                            |                                            |                                            |                                            |                                            |                                            |  |  |                                  |                                  |                                  |                                  |                                  |                                  |  |  |                                  |                                  |                                  |                                  |                                  |                                  |  |  |  |  |  |  |  |  |  |  |  |  |  |  |  |  |  |  |  |  |  |  |  |  |  |  |  |  |  |  |  |  |
|  |  |                               |                               |                               |                               |                               |                               |  |  |                                            |                                            |                                            |                                            |                                            |                                            |  |  |                                  |                                  |                                  |                                  |                                  |                                  |  |  |                                  |                                  |                                  |                                  |                                  |                                  |  |  |  |  |  |  |  |  |  |  |  |  |  |  |  |  |  |  |  |  |  |  |  |  |  |  |  |  |  |  |  |  |
|  |  |                               |                               |                               |                               |                               |                               |  |  | سبکتگین (امارت. ۹۷۷- ۹۹۷ میلادی) امیر غزنه | سبکتگین (امارت. ۹۷۷- ۹۹۷ میلادی) امیر غزنه | سبکتگین (امارت. ۹۷۷- ۹۹۷ میلادی) امیر غزنه | سبکتگین (امارت. ۹۷۷- ۹۹۷ میلادی) امیر غزنه | سبکتگین (امارت. ۹۷۷- ۹۹۷ میلادی) امیر غزنه | سبکتگین (امارت. ۹۷۷- ۹۹۷ میلادی) امیر غزنه |  |  | بغراچق (۹۹۷- ?) والی هرات        | بغراچق (۹۹۷- ?) والی هرات        | بغراچق (۹۹۷- ?) والی هرات        | بغراچق (۹۹۷- ?) والی هرات        | بغراچق (۹۹۷- ?) والی هرات        | بغراچق (۹۹۷- ?) والی هرات        |  |  |                                  |                                  |                                  |                                  |                                  |                                  |  |  |  |  |  |  |  |  |  |  |  |  |  |  |  |  |  |  |  |  |  |  |  |  |  |  |  |  |  |  |  |  |
|  |  |                               |                               |                               |                               |                               |                               |  |  | سبکتگین (امارت. ۹۷۷- ۹۹۷ میلادی) امیر غزنه | سبکتگین (امارت. ۹۷۷- ۹۹۷ میلادی) امیر غزنه | سبکتگین (امارت. ۹۷۷- ۹۹۷ میلادی) امیر غزنه | سبکتگین (امارت. ۹۷۷- ۹۹۷ میلادی) امیر غزنه | سبکتگین (امارت. ۹۷۷- ۹۹۷ میلادی) امیر غزنه | سبکتگین (امارت. ۹۷۷- ۹۹۷ میلادی) امیر غزنه |  |  | بغراچق (۹۹۷- ?) والی هرات        | بغراچق (۹۹۷- ?) والی هرات        | بغراچق (۹۹۷- ?) والی هرات        | بغراچق (۹۹۷- ?) والی هرات        | بغراچق (۹۹۷- ?) والی هرات        | بغراچق (۹۹۷- ?) والی هرات        |  |  |                                  |                                  |                                  |                                  |                                  |                                  |  |  |  |  |  |  |  |  |  |  |  |  |  |  |  |  |  |  |  |  |  |  |  |  |  |  |  |  |  |  |  |  |
|  |  |                               |                               |                               |                               |                               |                               |  |  |                                            |                                            |                                            |                                            |                                            |                                            |  |  |                                  |                                  |                                  |                                  |                                  |                                  |  |  |                                  |                                  |                                  |                                  |                                  |                                  |  |  |  |  |  |  |  |  |  |  |  |  |  |  |  |  |  |  |  |  |  |  |  |  |  |  |  |  |  |  |  |  |
|  |  |                               |                               |                               |                               |                               |                               |  |  | 'محمود (۹۹۸-۱۰۳۰) سلطان غزنه               | 'محمود (۹۹۸-۱۰۳۰) سلطان غزنه               | 'محمود (۹۹۸-۱۰۳۰) سلطان غزنه               | 'محمود (۹۹۸-۱۰۳۰) سلطان غزنه               | 'محمود (۹۹۸-۱۰۳۰) سلطان غزنه               | 'محمود (۹۹۸-۱۰۳۰) سلطان غزنه               |  |  | ابوالمظفر نصر (۹۹۷- ?) والی بست  | ابوالمظفر نصر (۹۹۷- ?) والی بست  | ابوالمظفر نصر (۹۹۷- ?) والی بست  | ابوالمظفر نصر (۹۹۷- ?) والی بست  | ابوالمظفر نصر (۹۹۷- ?) والی بست  | ابوالمظفر نصر (۹۹۷- ?) والی بست  |  |  | اسماعیل ( ۹۹۷-۹۹۸) امیر غزنه     | اسماعیل ( ۹۹۷-۹۹۸) امیر غزنه     | اسماعیل ( ۹۹۷-۹۹۸) امیر غزنه     | اسماعیل ( ۹۹۷-۹۹۸) امیر غزنه     | اسماعیل ( ۹۹۷-۹۹۸) امیر غزنه     | اسماعیل ( ۹۹۷-۹۹۸) امیر غزنه     |  |  |  |  |  |  |  |  |  |  |  |  |  |  |  |  |  |  |  |  |  |  |  |  |  |  |  |  |  |  |  |  |
|  |  |                               |                               |                               |                               |                               |                               |  |  | 'محمود (۹۹۸-۱۰۳۰) سلطان غزنه               | 'محمود (۹۹۸-۱۰۳۰) سلطان غزنه               | 'محمود (۹۹۸-۱۰۳۰) سلطان غزنه               | 'محمود (۹۹۸-۱۰۳۰) سلطان غزنه               | 'محمود (۹۹۸-۱۰۳۰) سلطان غزنه               | 'محمود (۹۹۸-۱۰۳۰) سلطان غزنه               |  |  | ابوالمظفر نصر (۹۹۷- ?) والی بست  | ابوالمظفر نصر (۹۹۷- ?) والی بست  | ابوالمظفر نصر (۹۹۷- ?) والی بست  | ابوالمظفر نصر (۹۹۷- ?) والی بست  | ابوالمظفر نصر (۹۹۷- ?) والی بست  | ابوالمظفر نصر (۹۹۷- ?) والی بست  |  |  | اسماعیل ( ۹۹۷-۹۹۸) امیر غزنه     | اسماعیل ( ۹۹۷-۹۹۸) امیر غزنه     | اسماعیل ( ۹۹۷-۹۹۸) امیر غزنه     | اسماعیل ( ۹۹۷-۹۹۸) امیر غزنه     | اسماعیل ( ۹۹۷-۹۹۸) امیر غزنه     | اسماعیل ( ۹۹۷-۹۹۸) امیر غزنه     |  |  |  |  |  |  |  |  |  |  |  |  |  |  |  |  |  |  |  |  |  |  |  |  |  |  |  |  |  |  |  |  |
|  |  |                               |                               |                               |                               |                               |                               |  |  |                                            |                                            |                                            |                                            |                                            |                                            |  |  |                                  |                                  |                                  |                                  |                                  |                                  |  |  |                                  |                                  |                                  |                                  |                                  |                                  |  |  |  |  |  |  |  |  |  |  |  |  |  |  |  |  |  |  |  |  |  |  |  |  |  |  |  |  |  |  |  |  |
|  |  |                               |                               |                               |                               |                               |                               |  |  | محمد (۱۰۳۰) سلطان غزنه                     | محمد (۱۰۳۰) سلطان غزنه                     | محمد (۱۰۳۰) سلطان غزنه                     | محمد (۱۰۳۰) سلطان غزنه                     | محمد (۱۰۳۰) سلطان غزنه                     | محمد (۱۰۳۰) سلطان غزنه                     |  |  | مسعود (۱۰۳۰-۱۰۴۱) سلطان غزنه     | مسعود (۱۰۳۰-۱۰۴۱) سلطان غزنه     | مسعود (۱۰۳۰-۱۰۴۱) سلطان غزنه     | مسعود (۱۰۳۰-۱۰۴۱) سلطان غزنه     | مسعود (۱۰۳۰-۱۰۴۱) سلطان غزنه     | مسعود (۱۰۳۰-۱۰۴۱) سلطان غزنه     |  |  | عبدالرشید (۱۰۴۹-۱۰۵۲) سلطان غزنه | عبدالرشید (۱۰۴۹-۱۰۵۲) سلطان غزنه | عبدالرشید (۱۰۴۹-۱۰۵۲) سلطان غزنه | عبدالرشید (۱۰۴۹-۱۰۵۲) سلطان غزنه | عبدالرشید (۱۰۴۹-۱۰۵۲) سلطان غزنه | عبدالرشید (۱۰۴۹-۱۰۵۲) سلطان غزنه |  |  |  |  |  |  |  |  |  |  |  |  |  |  |  |  |  |  |  |  |  |  |  |  |  |  |  |  |  |  |  |  |
|  |  |                               |                               |                               |                               |                               |                               |  |  | محمد (۱۰۳۰) سلطان غزنه                     | محمد (۱۰۳۰) سلطان غزنه                     | محمد (۱۰۳۰) سلطان غزنه                     | محمد (۱۰۳۰) سلطان غزنه                     | محمد (۱۰۳۰) سلطان غزنه                     | محمد (۱۰۳۰) سلطان غزنه                     |  |  | مسعود (۱۰۳۰-۱۰۴۱) سلطان غزنه     | مسعود (۱۰۳۰-۱۰۴۱) سلطان غزنه     | مسعود (۱۰۳۰-۱۰۴۱) سلطان غزنه     | مسعود (۱۰۳۰-۱۰۴۱) سلطان غزنه     | مسعود (۱۰۳۰-۱۰۴۱) سلطان غزنه     | مسعود (۱۰۳۰-۱۰۴۱) سلطان غزنه     |  |  | عبدالرشید (۱۰۴۹-۱۰۵۲) سلطان غزنه | عبدالرشید (۱۰۴۹-۱۰۵۲) سلطان غزنه | عبدالرشید (۱۰۴۹-۱۰۵۲) سلطان غزنه | عبدالرشید (۱۰۴۹-۱۰۵۲) سلطان غزنه | عبدالرشید (۱۰۴۹-۱۰۵۲) سلطان غزنه | عبدالرشید (۱۰۴۹-۱۰۵۲) سلطان غزنه |  |  |  |  |  |  |  |  |  |  |  |  |  |  |  |  |  |  |  |  |  |  |  |  |  |  |  |  |  |  |  |  |
|  |  |                               |                               |                               |                               |                               |                               |  |  |                                            |                                            |                                            |                                            |                                            |                                            |  |  |                                  |                                  |                                  |                                  |                                  |                                  |  |  |                                  |                                  |                                  |                                  |                                  |                                  |  |  |  |  |  |  |  |  |  |  |  |  |  |  |  |  |  |  |  |  |  |  |  |  |  |  |  |  |  |  |  |  |
|  |  | مودود ( ۱۰۴۱-۱۰۴۸) سلطان غزنه | مودود ( ۱۰۴۱-۱۰۴۸) سلطان غزنه | مودود ( ۱۰۴۱-۱۰۴۸) سلطان غزنه | مودود ( ۱۰۴۱-۱۰۴۸) سلطان غزنه | مودود ( ۱۰۴۱-۱۰۴۸) سلطان غزنه | مودود ( ۱۰۴۱-۱۰۴۸) سلطان غزنه |  |  | علی (۱۰۴۸-۱۰۴۹) سلطان غزنه                 | علی (۱۰۴۸-۱۰۴۹) سلطان غزنه                 | علی (۱۰۴۸-۱۰۴۹) سلطان غزنه                 | علی (۱۰۴۸-۱۰۴۹) سلطان غزنه                 | علی (۱۰۴۸-۱۰۴۹) سلطان غزنه                 | علی (۱۰۴۸-۱۰۴۹) سلطان غزنه                 |  |  | فرخزاد (۱۰۵۳-۱۰۵۹) سلطان غزنه    | فرخزاد (۱۰۵۳-۱۰۵۹) سلطان غزنه    | فرخزاد (۱۰۵۳-۱۰۵۹) سلطان غزنه    | فرخزاد (۱۰۵۳-۱۰۵۹) سلطان غزنه    | فرخزاد (۱۰۵۳-۱۰۵۹) سلطان غزنه    | فرخزاد (۱۰۵۳-۱۰۵۹) سلطان غزنه    |  |  | ابراهیم (۱۰۵۹-۱۰۹۹) سلطان غزنه   | ابراهیم (۱۰۵۹-۱۰۹۹) سلطان غزنه   | ابراهیم (۱۰۵۹-۱۰۹۹) سلطان غزنه   | ابراهیم (۱۰۵۹-۱۰۹۹) سلطان غزنه   | ابراهیم (۱۰۵۹-۱۰۹۹) سلطان غزنه   | ابراهیم (۱۰۵۹-۱۰۹۹) سلطان غزنه   |  |  |  |  |  |  |  |  |  |  |  |  |  |  |  |  |  |  |  |  |  |  |  |  |  |  |  |  |  |  |  |  |
|  |  | مودود ( ۱۰۴۱-۱۰۴۸) سلطان غزنه | مودود ( ۱۰۴۱-۱۰۴۸) سلطان غزنه | مودود ( ۱۰۴۱-۱۰۴۸) سلطان غزنه | مودود ( ۱۰۴۱-۱۰۴۸) سلطان غزنه | مودود ( ۱۰۴۱-۱۰۴۸) سلطان غزنه | مودود ( ۱۰۴۱-۱۰۴۸) سلطان غزنه |  |  | علی (۱۰۴۸-۱۰۴۹) سلطان غزنه                 | علی (۱۰۴۸-۱۰۴۹) سلطان غزنه                 | علی (۱۰۴۸-۱۰۴۹) سلطان غزنه                 | علی (۱۰۴۸-۱۰۴۹) سلطان غزنه                 | علی (۱۰۴۸-۱۰۴۹) سلطان غزنه                 | علی (۱۰۴۸-۱۰۴۹) سلطان غزنه                 |  |  | فرخزاد (۱۰۵۳-۱۰۵۹) سلطان غزنه    | فرخزاد (۱۰۵۳-۱۰۵۹) سلطان غزنه    | فرخزاد (۱۰۵۳-۱۰۵۹) سلطان غزنه    | فرخزاد (۱۰۵۳-۱۰۵۹) سلطان غزنه    | فرخزاد (۱۰۵۳-۱۰۵۹) سلطان غزنه    | فرخزاد (۱۰۵۳-۱۰۵۹) سلطان غزنه    |  |  | ابراهیم (۱۰۵۹-۱۰۹۹) سلطان غزنه   | ابراهیم (۱۰۵۹-۱۰۹۹) سلطان غزنه   | ابراهیم (۱۰۵۹-۱۰۹۹) سلطان غزنه   | ابراهیم (۱۰۵۹-۱۰۹۹) سلطان غزنه   | ابراهیم (۱۰۵۹-۱۰۹۹) سلطان غزنه   | ابراهیم (۱۰۵۹-۱۰۹۹) سلطان غزنه   |  |  |  |  |  |  |  |  |  |  |  |  |  |  |  |  |  |  |  |  |  |  |  |  |  |  |  |  |  |  |  |  |
|  |  | مسعود دوم (۱۰۴۸) سلطان غزنه   | مسعود دوم (۱۰۴۸) سلطان غزنه   | مسعود دوم (۱۰۴۸) سلطان غزنه   | مسعود دوم (۱۰۴۸) سلطان غزنه   | مسعود دوم (۱۰۴۸) سلطان غزنه   | مسعود دوم (۱۰۴۸) سلطان غزنه   |  |  |                                            |                                            |                                            |                                            |                                            |                                            |  |  |                                  |                                  |                                  |                                  |                                  |                                  |  |  | مسعود سوم (۱۰۹۹-۱۱۱۵) سلطان غزنه | مسعود سوم (۱۰۹۹-۱۱۱۵) سلطان غزنه | مسعود سوم (۱۰۹۹-۱۱۱۵) سلطان غزنه | مسعود سوم (۱۰۹۹-۱۱۱۵) سلطان غزنه | مسعود سوم (۱۰۹۹-۱۱۱۵) سلطان غزنه | مسعود سوم (۱۰۹۹-۱۱۱۵) سلطان غزنه |  |  |  |  |  |  |  |  |  |  |  |  |  |  |  |  |  |  |  |  |  |  |  |  |  |  |  |  |  |  |  |  |
|  |  | مسعود دوم (۱۰۴۸) سلطان غزنه   | مسعود دوم (۱۰۴۸) سلطان غزنه   | مسعود دوم (۱۰۴۸) سلطان غزنه   | مسعود دوم (۱۰۴۸) سلطان غزنه   | مسعود دوم (۱۰۴۸) سلطان غزنه   | مسعود دوم (۱۰۴۸) سلطان غزنه   |  |  |                                            |                                            |                                            |                                            |                                            |                                            |  |  |                                  |                                  |                                  |                                  |                                  |                                  |  |  | مسعود سوم (۱۰۹۹-۱۱۱۵) سلطان غزنه | مسعود سوم (۱۰۹۹-۱۱۱۵) سلطان غزنه | مسعود سوم (۱۰۹۹-۱۱۱۵) سلطان غزنه | مسعود سوم (۱۰۹۹-۱۱۱۵) سلطان غزنه | مسعود سوم (۱۰۹۹-۱۱۱۵) سلطان غزنه | مسعود سوم (۱۰۹۹-۱۱۱۵) سلطان غزنه |  |  |  |  |  |  |  |  |  |  |  |  |  |  |  |  |  |  |  |  |  |  |  |  |  |  |  |  |  |  |  |  |
|  |  |                               |                               |                               |                               |                               |                               |  |  |                                            |                                            |                                            |                                            |                                            |                                            |  |  |                                  |                                  |                                  |                                  |                                  |                                  |  |  |                                  |                                  |                                  |                                  |                                  |                                  |  |  |  |  |  |  |  |  |  |  |  |  |  |  |  |  |  |  |  |  |  |  |  |  |  |  |  |  |  |  |  |  |
|  |  |                               |                               |                               |                               |                               |                               |  |  | شیرزاد (۱۱۱۵-۱۱۱۶) سلطان غزنه              | شیرزاد (۱۱۱۵-۱۱۱۶) سلطان غزنه              | شیرزاد (۱۱۱۵-۱۱۱۶) سلطان غزنه              | شیرزاد (۱۱۱۵-۱۱۱۶) سلطان غزنه              | شیرزاد (۱۱۱۵-۱۱۱۶) سلطان غزنه              | شیرزاد (۱۱۱۵-۱۱۱۶) سلطان غزنه              |  |  | ارسلان‌شاه (۱۱۱۶-۱۱۱۷) سلطان غزنه | ارسلان‌شاه (۱۱۱۶-۱۱۱۷) سلطان غزنه | ارسلان‌شاه (۱۱۱۶-۱۱۱۷) سلطان غزنه | ارسلان‌شاه (۱۱۱۶-۱۱۱۷) سلطان غزنه | ارسلان‌شاه (۱۱۱۶-۱۱۱۷) سلطان غزنه | ارسلان‌شاه (۱۱۱۶-۱۱۱۷) سلطان غزنه |  |  | بهرام‌شاه ( ۱۱۱۷-۱۱۵۷) سلطان غزنه | بهرام‌شاه ( ۱۱۱۷-۱۱۵۷) سلطان غزنه | بهرام‌شاه ( ۱۱۱۷-۱۱۵۷) سلطان غزنه | بهرام‌شاه ( ۱۱۱۷-۱۱۵۷) سلطان غزنه | بهرام‌شاه ( ۱۱۱۷-۱۱۵۷) سلطان غزنه | بهرام‌شاه ( ۱۱۱۷-۱۱۵۷) سلطان غزنه |  |  |  |  |  |  |  |  |  |  |  |  |  |  |  |  |  |  |  |  |  |  |  |  |  |  |  |  |  |  |  |  |
|  |  |                               |                               |                               |                               |                               |                               |  |  | شیرزاد (۱۱۱۵-۱۱۱۶) سلطان غزنه              | شیرزاد (۱۱۱۵-۱۱۱۶) سلطان غزنه              | شیرزاد (۱۱۱۵-۱۱۱۶) سلطان غزنه              | شیرزاد (۱۱۱۵-۱۱۱۶) سلطان غزنه              | شیرزاد (۱۱۱۵-۱۱۱۶) سلطان غزنه              | شیرزاد (۱۱۱۵-۱۱۱۶) سلطان غزنه              |  |  | ارسلان‌شاه (۱۱۱۶-۱۱۱۷) سلطان غزنه | ارسلان‌شاه (۱۱۱۶-۱۱۱۷) سلطان غزنه | ارسلان‌شاه (۱۱۱۶-۱۱۱۷) سلطان غزنه | ارسلان‌شاه (۱۱۱۶-۱۱۱۷) سلطان غزنه | ارسلان‌شاه (۱۱۱۶-۱۱۱۷) سلطان غزنه | ارسلان‌شاه (۱۱۱۶-۱۱۱۷) سلطان غزنه |  |  | بهرام‌شاه ( ۱۱۱۷-۱۱۵۷) سلطان غزنه | بهرام‌شاه ( ۱۱۱۷-۱۱۵۷) سلطان غزنه | بهرام‌شاه ( ۱۱۱۷-۱۱۵۷) سلطان غزنه | بهرام‌شاه ( ۱۱۱۷-۱۱۵۷) سلطان غزنه | بهرام‌شاه ( ۱۱۱۷-۱۱۵۷) سلطان غزنه | بهرام‌شاه ( ۱۱۱۷-۱۱۵۷) سلطان غزنه |  |  |  |  |  |  |  |  |  |  |  |  |  |  |  |  |  |  |  |  |  |  |  |  |  |  |  |  |  |  |  |  |
|  |  |                               |                               |                               |                               |                               |                               |  |  |                                            |                                            |                                            |                                            |                                            |                                            |  |  |                                  |                                  |                                  |                                  |                                  |                                  |  |  | خسروشاه (۱۱۵۷-۱۱۶۰) سلطان غزنه   |                                  |                                  |                                  |                                  |                                  |  |  |  |  |  |  |  |  |  |  |  |  |  |  |  |  |  |  |  |  |  |  |  |  |  |  |  |  |  |  |  |  |
|  |  |                               |                               |                               |                               |                               |                               |  |  |                                            |                                            |                                            |                                            |                                            |                                            |  |  |                                  |                                  |                                  |                                  |                                  |                                  |  |  |                                  |                                  |                                  |                                  |                                  |                                  |  |  |  |  |  |  |  |  |  |  |  |  |  |  |  |  |  |  |  |  |  |  |  |  |  |  |  |  |  |  |  |  |
|  |  |                               |                               |                               |                               |                               |                               |  |  |                                            |                                            |                                            |                                            |                                            |                                            |  |  |                                  |                                  |                                  |                                  |                                  |                                  |  |  | خسروملک (۱۱۶۰-۱۱۸۶) سلطان غزنه   |                                  |                                  |                                  |                                  |                                  |  |  |  |  |  |  |  |  |  |  |  |  |  |  |  |  |  |  |  |  |  |  |  |  |  |  |  |  |  |  |  |  |
|  |  |                               |                               |                               |                               |                               |                               |  |  |                                            |                                            |                                            |                                            |                                            |                                            |  |  |                                  |                                  |                                  |                                  |                                  |                                  |  |  |                                  |                                  |                                  |                                  |                                  |                                  |  |  |  |  |  |  |  |  |  |  |  |  |  |  |  |  |  |  |  |  |  |  |  |  |  |  |  |  |  |  |  |  |

غزنویان (۱۱۸۶ → ۹۷۷)